# 중화민국 감찰원

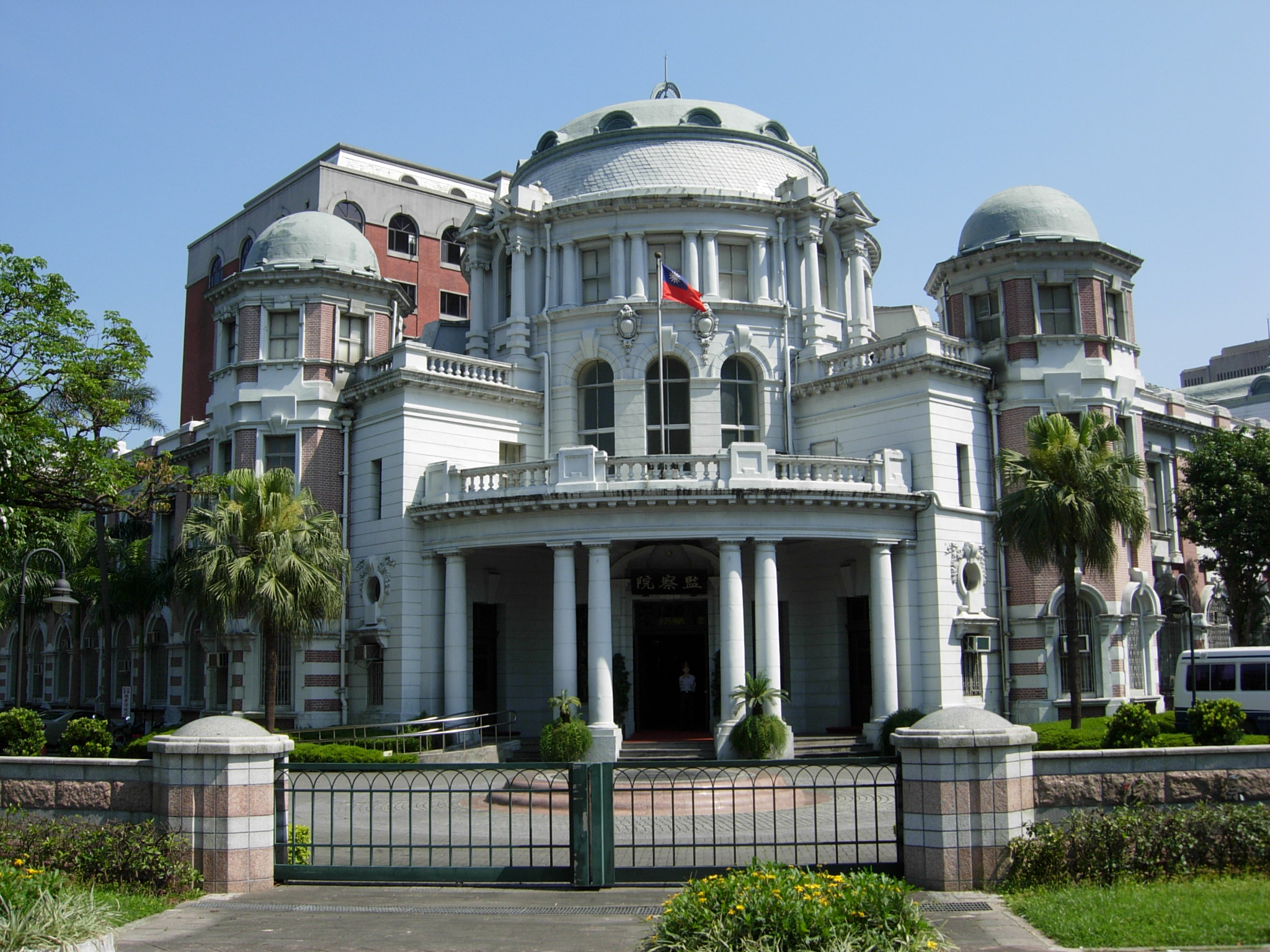
중화민국 감찰원

중화민국 감찰원(中華民國監察院)은 타이베이시 중정구 중샤오동로 1단 2호에 있는 중화민국 최고의 감찰 기관이다. 1931년 2월 16일에 설립되어, 각종 중앙행정기관의 재정 상황 및 결산 등의 회계감사 등 국정 조사를 실시한다.
감찰원은 감찰원장과 감찰부원장을 포함해 29명의 감찰 위원으로 이루어져 있다. 감찰원장과 감찰부원장은 임기가 6년으로 입법원의 동의를 거쳐 총통이 임명한다.
설립 당시 감찰원은 입법원에 속한 정부 기구여서, 감찰 위원을 선거로 뽑았다. 그러나 국부천대 이후에는 선거를 하지 않고 총통이 직접 임명하고, 감찰 위원 임명에 대한 동의권은 입법원이 행사하고 있다.
2004년 진수편 총통은 감찰원 정, 부원장을 포함한 감찰 위원을 임명했지만 현재까지 입법원의 동의를 얻지 못하고 있다. 이런 관계로 감찰원 업무는 전(前) 감찰원장이 임명한 비서장이 대신하고 있다.

## 같이 보기
- 오권분립